# 박영순 (1948년)
박영순(朴榮舜, 1948년 1월 26일~)은 대한민국의 경력직공무원, 정치인이다.
제10·12·13·14대 경기도 구리시장을 역임했으며, 2015년 12월 10일 선거법 위반으로 시장직을 상실하였다.

## 경력
- 하서중학교 교사
- 제9회 외무고등고시 합격
- 외무부 조약국 근무, 스페인 대사관 파견
- 내무부 지방행정국
- 청와대 정무수석실
- 제10대 경기도 구리시장
- 고구려역사문화보전회 이사
- 제12대 경기도 구리시장
- 제13대 경기도 구리시장
- 제14대 경기도 구리시장

서훈
- 새마을훈장 근면장
- 녹조근정훈장

## 전과
- 공직선거법위반: 벌금 3,000,000원 - 2015년 5월 8일 선고[1]
- 개발제한구역의지정및관리에관한특별조치법위반방조: 벌금 3,000,000원 - 2022년 3월 17일 선고[1]

## 학력
- 문내동초등학교
- 목포중학교
- 목포고등학교
- 공주대학교 영어교육학과 학사
- 연세대학교 행정대학원 도시행정학 석사

## 역대 선거 결과
|  | 29.97% |

|  | 27.22% |

|  | 52.02% |

|  | 44.41% |

|  | 43.44% |

|  | 59.65% |

|  | 49.67% |